# آق‌بلاغ (قروه)
آق‌بلاغ روستایی از توابع بخش چهاردولی شهرستان قروه در استان کردستان ایران است.

## جمعیت
بر پایه سرشماری عمومی نفوس و مسکن در سال ۱۳۹۵ جمعیت این روستا ۴۱۹ نفر (۱۴۲خانوار) بوده‌است.